# Jan Thoresen
Jan Thoresen (ur. 1 grudnia 1968 w Oslo) – norweski curler, brązowy medalista Zimowych Igrzysk Olimpijskich 1998.
Wystąpił jako drugi w zespole Anthona Grimsmo na Mistrzostwach Świata Juniorów 1987. Norwegia uplasowała się na 3. miejscu, w małym finale 7:3 pokonując Szwajcarów (Markus Eggler). 
Później Thoresen dołączył do drużyny Eigila Ramsfjella, grał tam na 2. i 3. pozycji. W Mistrzostwach Europy 1994 zespół z Snarøen Curling Club znalazł się w małym finale, zajął 4. miejsce przegrywając przeciwko Szwecji (Mikael Hasselborg). Rok później Norwegowie zdobyli brązowe medale, w ostatnim meczu pokonali 9:1 Włochów (Claudio Pescia). W tym samym sezonie Jan wystąpił na MŚ, reprezentacja Norwegii po dwóch meczach barażowych zakwalifikowała się do fazy finałowej. Przegrała jednak dwa późniejsze spotkania i zajęła 4. miejsce.
Zespół Ramsfjella reprezentował kraj na Zimowych Igrzyskach Olimpijskich 1998. Rundę każdy z każdym Norwegowie zakończyli z pięcioma wygranymi na drugim miejscu. W półfinale przegrali 7:8 na rzecz Szwajcarów (Patrick Hürlimann). Stanęli na najniższym stopniu podium wygrywając ostatnie spotkanie ze Stanami Zjednoczonymi (Tim Somerville) 9:4.
W 2003 dołączył do zespołu Thomasa Ulsruda, z którą zdobył brązowy medal na Mistrzostwach Świata 2006. W sezonie 2007/2008 wraz z Thomasem Due dołączył do Tormoda Andreasena.

## Drużyna
|           | Czwarty           | Trzeci          | Drugi               | Otwierający       |
| --------- | ----------------- | --------------- | ------------------- | ----------------- |
| 2007/2008 | Tormod Andreassen | Thomas Due      | Kjell Berg          | Jan Thoresen      |
| 2003/2007 | Thomas Ulsrud     | Torger Nergård  | Thomas Due          | Jan Thoresen      |
| 1997/1998 | Eigil Ramsfjell   | Jan Thoresen    | Stig-Arne Gunnestad | Anthon Grimsmo    |
| MŚ 1996   | Eigil Ramsfjell   | Anthon Grimsmo  | Jan Thoresen        | Tore Torvbråten   |
| ME 1995   | Eigil Ramsfjell   | Jan Thoresen    | Tore Torvbråten     | Anthon Grimsmo    |
| MŚ 1995   | Eigil Ramsfjell   | Anthon Grimsmo  | Jan Thoresen        | Tore Torvbråten   |
| ME 1994   | Eigil Ramsfjell   | Jan Thoresen    | Tore Torvbråten     | Anthon Grimsmo    |
| MŚJ 1990  | Anthon Grimsmo    | Jan Thoresen    | Christian Skaug     | Hans Olav Sørholt |
| MŚJ 1987  | Anthon Grimsmo    | Tore Torvbråten | Jan Thoresen        | Dag Skjelstad     |